# 平松一朗
平松 一朗（ひらまつ いちろう、1926年〈大正15年〉6月6日 - 2022年〈令和4年〉8月15日）は、日本の実業家。京浜急行電鉄社長、同社会長、横浜新都市センター社長、横浜ポルタ会会長、日本民営鉄道協会会長等を歴任した。位階勲等は従三位旭日大綬章。

## 人物・経歴
東京府品川生まれ。府立第三中学校（現東京都立両国高等学校）を経て、1945年（昭和20年）海軍兵学校卒業。海軍兵学校同期にノーリツ創業者の太田敏郎、阪急電鉄社長および平松の後任として日本民営鉄道協会会長を務めた小林公平等がいた。1949年（昭和24年）東京工業大学機械工学科卒業。1950年（昭和25年）京浜急行電鉄入社。経理部長等を経て、1981年（昭和56年）取締役に昇格。1986年（昭和61年）常務取締役。1988年（昭和63年）専務取締役。1989年（平成元年）運輸大臣表彰受賞。1990年（平成2年）取締役副社長。
1991年（平成3年）京浜急行電鉄代表取締役社長、横浜新都市センター代表取締役社長、横浜駅東口振興協議会会長、横浜ポルタ会会長。1996年（平成8年）蔵前工業会館代表取締役会長。1997年（平成9年）京浜急行電鉄代表取締役会長。2003年（平成15年）取締役相談役。2007年（平成19年）春の叙勲では旭日大綬章を受章。この間日本民営鉄道協会会長、神奈川県経済同友会代表幹事、神奈川県バス協会会長、都市開発協会会長などを歴任した。
2022年（令和4年）8月15日、老衰のため死去。96歳没。死没日付で従三位に叙された。

## 栄典
- 2007年（平成19年）4月29日 - 旭日大綬章[2]
- 2022年（令和4年）8月15日 - 従三位[1]